# Rio Banabuiú
Le rio Banabuiú est une rivière du nord-est du Brésil qui baigne l'État du Ceará. C'est le plus important affluent du fleuve Jaguaribe.

## Géographie
Le rio Banabuiú naît dans la Serra das Guaribas, sur le territoire de la municipalité de Pedra Branca, et se jette dans le rio Jaguaribe à Limoeiro do Norte. Il baigne par ailleurs huit municipalités de l'État du Ceará, soit successivement : Mombaça, Piquet Carneiro, Senador Pompeu, Quixeramobim, Banabuiú, Jaguaretama, Morada Nova et enfin Limoeiro do Norte.
Il fait partie du bassin du rio Jaguaribe. Ses principaux affluents sont le rio Sitiá et le rio Quixeramobim. 

## Conditions pluviométriques
La totalité de son bassin versant est situé en région semi-aride. C'est de ce fait une rivière temporaire ayant un débit sujet aux variations pluviométriques typique de la région (nordeste brésilien), marquée par une période pluvieuse allant de février à mai, et une longue saison sèche qui va de juin à janvier inclus.

## Les débits à Morada Nova
Le débit du rio Banabuiú a été observé pendant 32 ans (1961-1992) à Morada Nova, localité de l'État du Ceará située à peu de distance de son confluent avec le rio Jaguaribe. 
À Morada Nova, le débit annuel moyen ou module observé sur cette période était de 53 m3/s pour un bassin versant de 17 900 km2.
La lame d'eau écoulée dans l'ensemble du bassin atteint ainsi le chiffre de 93 millimètres par an, un peu plus que celle du reste du bassin du rio Jaguaribe.

## Barrages
Son cours est barré par le barrage du Banabuiú (Açude Banabuiú), troisième plus grand barrage de l'État du Ceará. Celui-ci alimente en eau le périmètre irrigué de Morada Nova, et pourvoit à l'approvisionnement résidentiel des municipes de Morada Nova et de Banabuiú. 
Dans l'ensemble de son bassin se trouvent pas moins de 17 barrages (açudes en portugais), dont la capacité totale de remplissage se monte à pas moins de 2,76 milliards de mètres cubes. À lui seul le barrage du Banabuiú a une capacité de stockage de 1,7 milliard de mètres cubes.